# Língua chorti
A língua Ch'orti'  (também chamada Chorti) é uma língua maia, falada pelo povo maia que também é conhecido como os Ch'orti' ou Ch'orti 'Maia. Ch'orti 'é um descendente direto da língua maia clássic, que em que muitas inscrições pré-colombianas foram escritas com a ortografia maia. Essa língua maia clássica também é atestada em várias inscrições feitas em regiões cujos habitantes provavelmente falavam uma variante da língua maia diferente, incluindo o ancestral da língua Yukatek Maia. Ch'orti 'é a versão moderna da antiga língua maia Ch'olan (que foi ativamente usada e bem popular entre os anos de 250 e 850 d.C.).

## Relação com línguas maias
O Ch’orti’ pode ser denominado uma “Pedra de Rosetta” viva de todas as línguas Maias. O Ch’orti’ é um fator importante para compreender o conteúdo dos escritos hieroglíficos maias, alguns dos quais ainda não são totalmente compreendidos. Ao longo de vários anos, muitos linguistas e antropólogos esperavam perceber a cultura e a língua dos Chorti estudando suas palavras e expressões.. Ch'orti' é falado principalmente dentro e nos arredores do Jocotán e Camotán no departamento de Chiquimula da Guatemala, bem como áreas adjacentes de partes do oeste Honduras perto das Ruínas de Copán. Como a clássica língua maia era ancestral do moderno Ch'orti, o Ch'orti pode ser usado para decifrar aquela antiga língua. Por exemplo, descobriu-se que a língua maia tinha padrões gramaticais distintos, como um aspecto sílaba consoante / vogal. Os pesquisadores perceberam que a linguagem antiga se baseava mais na fonética do que se pensava anteriormente.

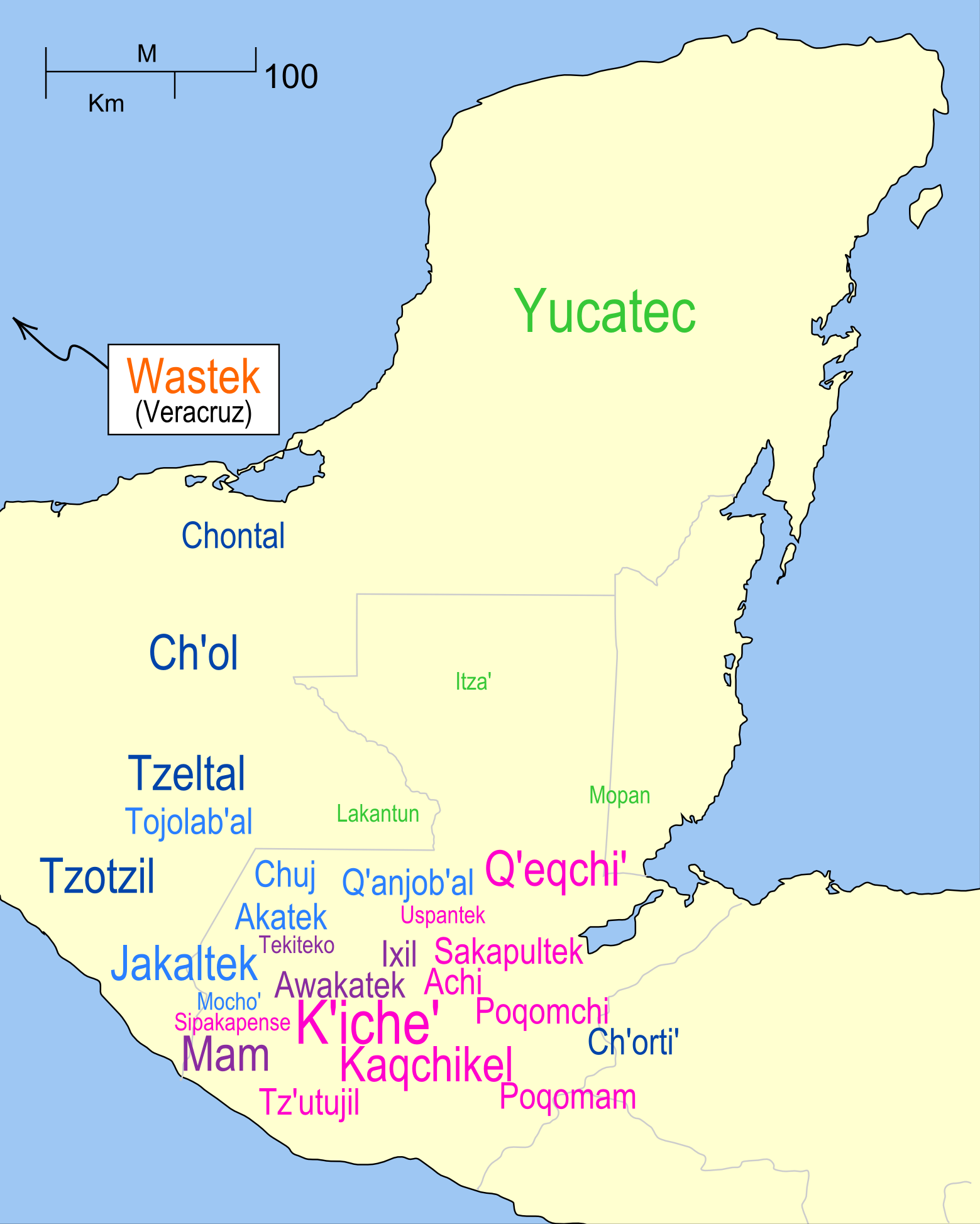
Mapa mostrando os locais atuais das línguas maias. As cores dos nomes de idiomas mostram grupos intimamente relacionados. O tamanho do nome mostra o número relativo de falantes.

O nome Chorti '(com <ch> não glotalizado) significa' linguagem dos agricultores de milho 'que faz referência à atividade agrícola tradicional das famílias Ch'orti'. A ortografia politizada Ch'orti foi introduzida mais tarde, numa tentativa de diminuir as associações entre os falantes de Ch'orti e as profissões estereotipadas.
A língua chorti é um dos três descendentes modernos da língua cholana, que é um subgrupo de línguas maias. Outros dois descendentes modernos são Ch'ontal e Ch'ol.
Esses três descendentes ainda são falados pelas pessoas. A língua Chorti e a língua Ch'olti são duas sub-ramificações que pertencem ao Ch'olan Oriental. E a linguagem Ch’olti já está hoje extinta.
Na verdade, existem alguns debates entre os estudiosos sobre como a língua ch’ol deve ser classificada. John Robertson considerou que o ancestral direto de Ch'olti colonial é a linguagem dos hieróglifos. A linguagem dos hieróglifos é percebida como "Clássico Ch'olti'an" por John Robertson, David Stuart e Stephen Houston. E então a língua dos hieróglifos, por sua vez, torna-se o ancestral de Chorti. O relacionamento mostra-se na tabela a seguir.

### Alfabeto e fonologia
As consoantes Ch'orti' incluem b, b', ch, ch', d, g, j, k, k', l, m, n, p, r, s, t, t', tz, tz', x .
Tanto /b/ como /d/ raramente ocorrem no vocabulário nativo. Em vez disso, geralmente aparecem em palavras oriundas do espanhol. O <j> é uma fricativa glotal. O <x> é uma fricativa palatal surda. O <w> e o <y> são semivogais.
As vogais consistem em /a/, /e/, /i/, /o/, /u/.
A ordenação das letras seria que as consoantes sigam após as versões não glotais. Além disso, as palavras com vogais de raiz rearticuladas seguem depois das vogais curtas correspondentes.
Portanto, a ordem de apresentação será a seguintes: a, a', b, b', ch, ch', d, e,
e', g, i, i', j, k, k', l, m, n, o, o', p, r, s, t, t', tz, tz', u, u', w, x, y.

## Ordem das palavras
O sistema aspectual da linguagem Ch'orti 'mudou para um sistema pronominal tripartido que vem com diferentes morfemas usados para o sujeito de verbos transitivos, o objeto de verbos transitivos e o sujeito de verbos completivos intransitivos, e um terceiro conjunto de pronomes usado apenas para o sujeito dos verbos intransitivos incompletos.
Sistema pronominal tripartido Ch'orti '(conf. Hull 2005)
Transitivo
| e   | sitz’  | u-buyi-Ø   | e   | si’     |
| def | menino | A3-chop-B3 | def | madeira |

‘O menino corta a madeira (em pedacinhos)’
Intransitivo completivo
| intzaj | lok’oy-Ø  | e   | pe’ych |
| docet  | go.out-B3 | def | tomate |

‘O tomate ficou delicioso’
Intransitivo incompletivo
| e   | k’in | a-lok’oy  | ta   | ixner | k'in |
| def | sol  | C1-go.out | prep | ir    | soln |

‘O sol se põe no oeste’

## Palavras comuns do Ch'orti'
| tudo: tuno \ r | cinzas: bronzeado | - | casca: pat | grande: nohta | - | mordida: ac \ uhxop | pássaro: mut | - | preto: negru u \ t | sangue: ch \ ich \ | - | golpe: uyuhta | osso: b \ ac | - | mama: uchu \ | queimar: pur | - | criança: sitz / ihch \ oc | nuvem: tocar | - | frio: insis | vem: yo \ p | - | corte: xur | dia: ahq \ uin | - | morra: cham | cavar: impahni | - | cão: tz \ i \ | bebida: ch \ i | - | seco: taquin | poeira: pococ | - | orelha: chiquin | terra: rum | - | coma: nós \ | ovo: cu \ m | - | olho: naq \ uiu \ t | queda: c \ axe | - | agora: naht | gordura (n.): ch ichmar | - | medo: ap \ a \ cta | pena: tzutz | - | unha: ou uyoc | fogo: c \ ahc | - | peixe: chay | cinco: inmohy | - | voar (v.): top | nevoeiro: mayuhy | - | pé: oc | quatro: chan | - | cheio: b \ ut \ ur | dar: ahc \ | - | bom: imb \ utzop | verde: yaxax | - | cabelo: tzutz | mão: c \ ap \ | - | cabeça: hor | ouvir: oyp \ ica | - | coração: alma | pesado: mb \ ar | - | aqui: tara | acertar: tz \ ohy | - | chifre: cachu | como?: tuc \ a | - | marido: noxip | Eu: en | - | matar: chamse | joelho: pix | - | saber: na \ t | lago: eha \ | - | riso: tze \ n | folha: uyopor | - | esquerda: utz \ ehc \ ap | mentira: ch \ a | - | fígado: xemem | long: innaht | - | piolho: u \ ch | homem: winic | - | carne: nós | lua: uh | - | montanha: wίtzir | boca: ti | - | nome: uc \ ab \ a | próximo a: nuťur | - | pescoço: nuc | novo: tapop | - | noite: acb \ are | nariz: | - | um: in | outro: inmohr | - | pessoa: winicop | puxar: nquerehb \ a | - | chuva: hahaa | vermelho: chacchacop | - | direita: wach \ c \ ab \ | rio: xucur | - | estrada: b \ i \ r | raiz: wi \ r | - | corda: ch \ a \ n | corda: succhih | - | podre: oq \ uem | rodada: gororoh | - | areia: hi \ | dizer: a | - | semente: hinah | veja: wira | - | cante: c \ aywi | sente-se: turu | - | pele: pat | sono: caminho | - | cheiro: chuchu \ co \ c | fumaça: b \ utz | - | punhalada: inxeq \ ue | ficar: wa \ r | - | estrela: e \ c | pedra: cha | - | pedra: tun | chupar: catz \ upi | - | sol: q \ uin | inchaço: asampa | - | nadar: nuhx | cauda: neh | - | isso: yaja \ | lá: yaha | - | grosso: pim | magra: jay | - | isso: ira | tu: et | - | língua: a \ c | dente: cha \ m | - | dente: eh | árvore: te \ | - | dois: cha \ | andar: axanop | - | quente: inq \ uin | lavar: poc | - | lavar: pohch \ | água: ha | - | nós: o | molhado: cuxur | - | o que: tuc \ a | quando ?: tuc \ a dia | - | onde ?: tia \ | branco: sacsac | - | quem: chi | esposa: wixca | - | mulher: ihch \ oc | mulher: \ ixic | - | ano: hap | amarelo: c \ an | - | ye: não \ x |  |

## Extinção das línguas e cultura
O povo Ch'orti 'é descendente das pessoas que viviam em torno de Copán, uma das capitais culturais da antiga área maia. Isso abrange partes da atual Honduras e Guatemala. Ch'orti é considerado uma língua em extinção, bem como a sua cultura.

### Localização dos falantes  Ch'orti'

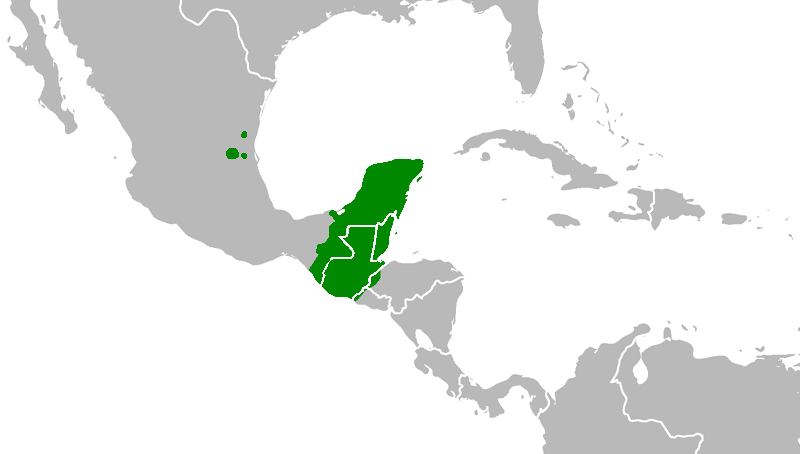

Esta região é a única região no mundo em que os falantes do Ch'orti podem ser encontrados. Embora a área esteja totalmente sombreada, a maioria dos falantes reside na Guatemala, enquanto o restante está distribuído esparsamente por todo o restante da área..

### Honduras
O governo de Honduras vem tentando promover uma língua nacional uniforme, o espanhol, e, portanto, desencoraja o uso e o ensino de línguas nativas, como Ch'orti. O povo Ch'orti 'em Honduras enfrenta a homogeneização e tem que se assimilar ao seu entorno. O governo tem entrado em choque com o povo Ch'orti sobre as disputas de terra dos anos 1800, o que coloca as pessoas (e, portanto, a língua) em risco. Em 1997, 2 líderes proeminentes de Ch'orti foram assassinados. Este assassinato é apenas um exemplo de muitos casos em que os defensores de Ch'orti foram prejudicados ou mortos. Cada um desses assassinatos reduz o número de falantes do Ch'orti. A partir de agora, existem apenas 10 falantes nativos restantes em Honduras.

### Guatemala
O governo da Guatemala tem apoiado mais os falantes Ch'orti e promoveu programas que incentivam a aprendizagem e o ensino da língua. Os Ch'orti na Guatemala usam roupas tradicionais, ao contrário de suas contrapartes em Honduras, que usam roupas modernas. tualmente, existem cerca de 55.250 falantes de Ch'orti na Guatemala. Embora a Guatemala tenha estabelecido o espanhol como idioma oficial, ele apóia o ensino dessas línguas nativas.

### El Salvador

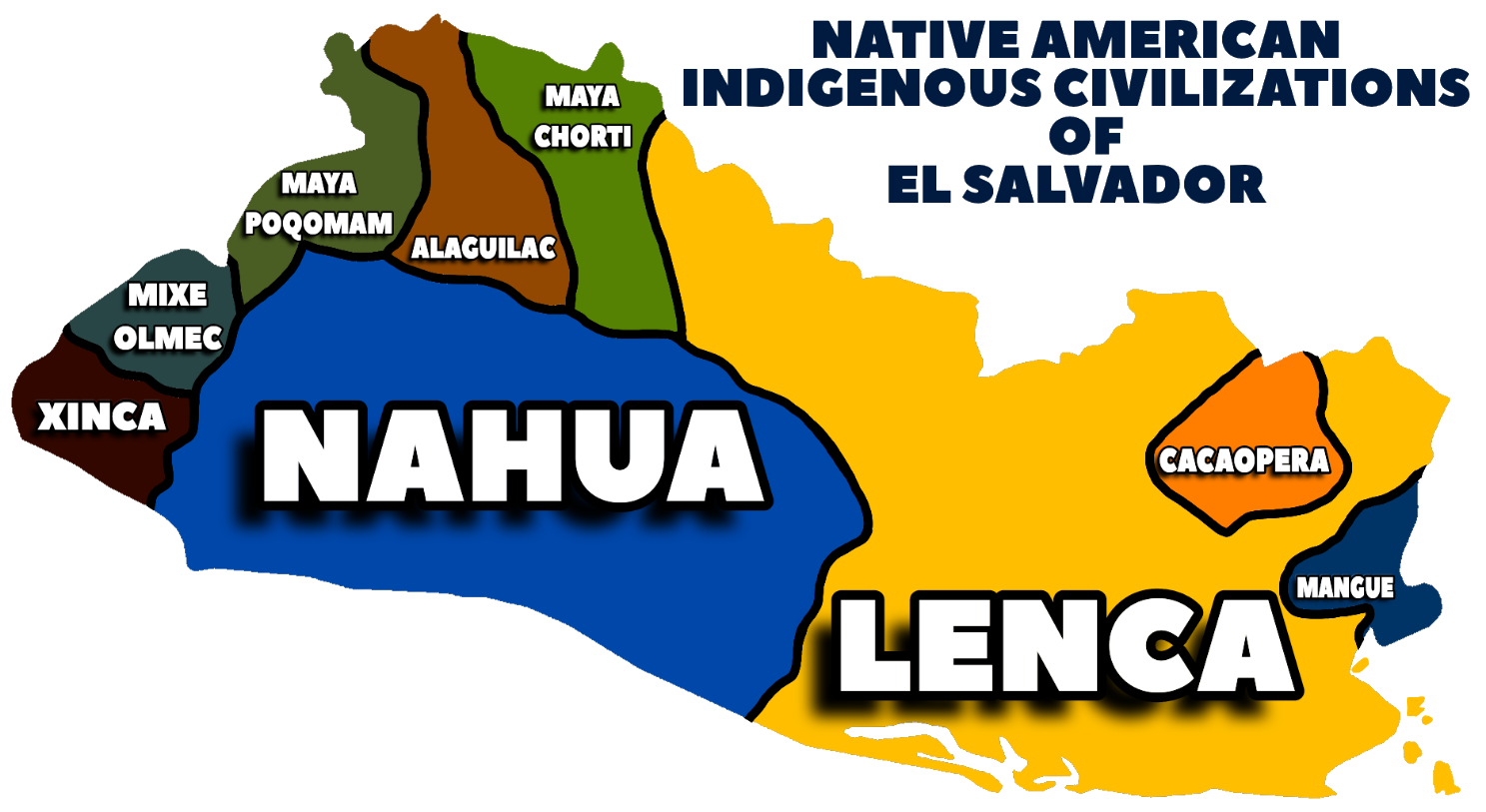
Mapa das civilizações nativas americanas de El Salvador e seus reinos:
Reino do povo Lenca
Reino do povo Cacaopera
Reino do povo Xinca
Reino dos povos Maias - Poqomam
Reino dos povos Maias - Ch'orti'
Reino do povo Alaguilac
Reino do povo Mixe
Reino do povo Mangue
Reino do povo Pipil

### Palavras p/ cores Chorti Maya
ik'ik'-preto    k'ank'an-amarelo
saksak-branco    yaxyax-green/blue
chäkchäk-red

### Etônimos: Cholotí, Chorté, Chortí
A maioria dos Ch'orti 'vive no Departamento Chiquimula da Guatemala, aproximadamente 52 mil. Os restantes 4 mil vivem em Copán, Honduras. Tradicionalmente, os índios das terras altas maias eram dependentes de milho e feijão. O K'iche 'Maya, no entanto, dominou o Ch'orti' que remonta ao início do século XV. Guerra e doenças devastaram grande parte dos Chorti durante os séculos XVI e XVII. Grande parte de suas terras também foi perdida para o governo da Guatemala no século XIX. Mais recentemente, 25% dos Ch'orti guatemaltecos foram para os Estados Unidos durante os anos 80 para escapar da perseguição política.

### Oração Ch'orti' para rosário
Catata Dios / Pai Nosso
9b Catata Dios xe' turet tichan, catattz'i ac'ab'a xe' erach.
Lar tua' ic'otori tara tor e rum wacchetaca. Y chen lo que ac'ani tara tor e rum b'an cocha war ache tichan tut e q'uin.
Ajc'unon lo que uc'ani tua' cac'uxi tama inte' inte' día.
C'umpen tacaron tamar camab'amb'anir lo que cay cache toit net, b'an cocha war cac'umpa taca tin e cay uchiob' e mab'amb'anir
capater ub'an.
Ira awacton tua' capijchna sino que corpeson tama tunor uc'otorer e diablo. Porque net jax Careyet, y net ayan meyra ac'otorer, y net ayan meyra atawarer xe' machi tua' ac'apa. Amén.

## Copan
As comunidades de Copan são povoadas por "agricultores com tradição indígena", essencialmente, trabalhadores agrícolas conhecidos como Ch'orti. As taxas de analfabetismo nestas comunidades situam-se entre 92 e 100 %, as taxas de mortalidade infantil em 60 % e a esperança de vida em 49 anos para os homens e 55 anos para as mulheres. Um conflito que afetou imensamente a área de Copan é a posse da terra.
Originalmente, Ch'orti usava terras comunais e possuía lotes individuais. Pouco depois da conquista espanhola, a terra e as pessoas tornaram-se propriedade espanhola. A terra era então usada no sistema de aparceria (os agricultores arrendavam terra em troca do pagamento de uma parte da colheita obtida). Esse sistema permaneceu estável por centenas de anos, até que o governo hondurenho assinou a Convenção 169 da Organização Internacional do Trabalho (OIT) em 1991. Essa organização foi criada para proteger e beneficiar as comunidades indígenas, como os Ch'orti, melhorando o acesso à terra, saúde e habitação, bem como outras necessidades básicas. O assassinato do líder Ch'orti, Candido Amador, em abril de 1997, provocou outro conflito, resultando na assinatura pelo governo de um acordo com a organização Ch'orti '(CONICHH) oferecendo 2.000 ha de terras em Copan..

## References
1. 1 2  •	Houston, S, J Robertson, and D Stuart. "The language of Classic Maya inscriptions." Current Anthropology 41.3 (2000): 321-356. Print.
2. ↑  Keys, David. "'Lost' Sacred Language of the Maya Is Rediscovered." Mayanmajix.com. N.p., 07 Dec. 2003. Web page: http://www.mayanmajix.com/art439a.html Arquivado em 22 de setembro de  2013, no Wayback Machine.
3. 1 2  Hull, Kerry M. (2003). Verbal art and performance in Ch'orti' and Maya hieroglyphic writing [electronic resource]. Doctoral dissertation, The University of Texas at Austin. Available electronically from http://hdl.handle.net/2152/1240
4. ↑  Mathews,Peter and Bíró,Péter Maya Hieroglyphs and Mayan Languages.[electronic resource] Available electronically from
5. ↑  Pérez Martínez, Vitalino(1994) Gramática del idioma ch'ortí'. Antigua, Guatemala: Proyecto Lingüístico Francisco Marroquín.
6. ↑  Law, Danny, John Robertson, and Stephen Houston. "Split Ergativity In The History Of The Ch'olan Branch Of The Mayan Language Family." International Journal of American Linguistics 72.4 (2006): 415-450..
7. ↑  http://www.language-archives.org/item/oai:rosettaproject.org:rosettaproject_caa_swadesh-1
8. ↑  •	McAnany, Patricia, and Shoshaunna Parks. "Casualties of Heritage Distancing Children, Ch'orti' Indigeneity, and the Copan Archaeoscape." Current Anthropology 53.1 (2012): 80-107. Print.
9. 1 2  •	"World Directory of Minorities and Indigenous Peoples." Minority Rights Group International : Honduras : Lenca, Miskitu, Tawahka, Pech, Maya, Chortis and Xicaque. N.p., n.d. Web. 25 Oct. 2013. <«Archived copy». Consultado em 25 de outubro de 2013. Arquivado do original em 29 de outubro de 2013>.
10. ↑  «Archived copy». Consultado em 25 de outubro de 2013. Arquivado do original em 8 de julho de 2012
11. ↑  "Chorti Maya Color Words." Native Languages. Native Languages of the Americas, n.d. Web. 27 Oct. 2013. <http://www.native-languages.org/chorti_colors.htm>.http://www.native-languages.org/chorti_colors.htm
12. ↑  Chenier, Jacqueline, and Steve Sherwood. "Copan: Collaboration for Identity, Equity and Sustainability (Honduras)." Ciesin.Columbia. Community-Based Natural Resource Management (CBNRM), n.d. Web. 27 Oct. 2013. <http://srdis.ciesin.columbia.edu/cases/Honduras-Paper.html>."http://www.everyculture.com/Middle-America-Caribbean/Ch-orti.html
13. ↑  "Ch'orti Rosary Prayer." Mary's Rosaries. Creative Commons Attribution 3.0 License., n.d. Web. 27 Oct. 2013. <http://www.marysrosaries.com/Chorti_prayers.html>.http://www.marysrosaries.com/Chorti_prayers.html
14. ↑  Copan: Collaboration for Identity, Equity and Sustainability (Honduras) Arquivado em 2013-10-29 no Wayback Machine

- https://web.archive.org/web/20120708050908/http://www10.gencat.cat/pres_casa_llengues/AppJava/frontend/llengues_detall.jsp?id=1000&idioma=5